# Como quien pierde una estrella
«Como quien pierde una estrella» es una canción ranchera escrita y producida por Áureo Baqueiro y coescrita por Férnandez e interpretada por el artista mexicano Alejandro Fernández. La canción se publicó como el quinto sencillo de su 4°. álbum de estudio Que seas muy feliz (1995). Fue publicado bajo los sellos discográficos Sony BMG Norte y Columbia Records.

## Antecedentes y lanzamiento
Según el sitio web oficial del cantante, la canción es «una declaración de amor sobre la ruptura inminente de la persona que amas».  La canción fue nominada a Canción del año en los Premios Oye! en México del año 1997. 

## Rendimiento comercial
En los Estados Unidos, en el Billboard Hot Latin Songs, el sencillo ingresó en el número 49 en la semana del 18 de enero de 1996,  subiendo al número 14 la semana siguiente y ocho semanas después (11 de agosto) alcanzando el número 4. La pista pasó 20 semanas en este gráfico, y se ubicó en el número 38 en el gráfico de fin de año de 2007.

## Vídeo musical
El video musical de este sencillo fue dirigido por Simon Brand y tuvo lugar en Michoacán. La trama trata sobre un amor que se fue de este mundo cuando lo todo tenían para ser felices.
El video recibió una nominación para el Premio Oye! al Video del Año, perdiendo ante «Me muero» de la banda española La Quinta Estación.

## Posicionamiento en listas
| Listas (1996)                      | Mejor posición |
| ---------------------------------- | -------------- |
| Estados Unidos (Hot Latin Songs)   | 17             |
| Estados Unidos (Latin Airplay)     | 17             |
| Estados Unidos (Latin Pop Airplay) | 18             |
| México (Monitor Latino)            | 1              |